# رونالد ینسن
رونالد بیورن ینسن (انگلیسی: Ronald Björn Jensen؛ زادهٔ ۱ آوریل ۱۹۳۶) ریاضی‌دان و دانشمند در زمینه نظریه مجموعه‌ها و منطق ریاضی اهل ایالات متحده آمریکا است.
وی همچنین برندهٔ جوایزی همچون جایزه لروی استیل شده‌است.